# Ilex microwrightioides
Ilex microwrightioides är en järneksväxtart som beskrevs av Loesener. Ilex microwrightioides ingår i släktet järnekar, och familjen järneksväxter. Inga underarter finns listade i Catalogue of Life.